# Davoli
Davoli község (comune) Olaszország Calabria régiójában, Catanzaro megyében.

## Fekvése
A megye déli részén fekszik. Határai: Cardinale, San Sostene és Satriano.

## Története
A települést valószínűleg a 16. században alapították az elpusztított görögországi város, Dávlia elmenekült lakosai. 

## Népessége
A népesség számának alakulása:

## Főbb látnivalói
- Palazzo Gregoraci
- Palazzo Gualtieri
- Palazzo Badolisani
- Santa Lucia-templom
- Santa Caterina-templom
- Santa Barbara-templom
- San Roberto Bellarmino-templom
- San Pietro-templom
- San Nicola-templom
- San Giuseppe-kápolna
- San Francesco-kápolna